# Jan Maciejewski
Jan Maciejewski (ur. 1954) – polski socjolog, ekonomista i pedagog, profesor Uniwersytetu Wrocławskiego.

## Działalność naukowa
Doktoryzował się w 1996 roku przedkładając pracę Samokształcenie podchorążych jako determinant przygotowania profesjonalnego oraz karier zawodowych oficerów WP napisaną pod kierunkiem Bogdana Szulca. W 2003 roku uzyskał stopień doktora habilitowanego. Wieloletni kierownik Zakładu Socjologii Grup Dyspozycyjnych Instytutu Socjologii Uniwersytetu Wrocławskiego. Członek m.in. Rady Wydziału Nauk Społecznych Uniwersytetu Wrocławskiego oraz Rady Nauki Wyższej Szkoły Oficerskiej Sił Powietrznych.
Jest jednym z głównych pomysłodawców i wieloletnim przewodniczącym międzynarodowych konferencji w dziedzinie socjologii grup dyspozycyjnych, w których rokrocznie uczestniczy kilkuset naukowców i badaczy z całego świata.
Jeden z prekursorów polskiej socjologii grup dyspozycyjnych. Specjalizuje się w: socjologii ekonomicznej, socjologii organizacji i zarządzania, socjologii wiedzy, socjologii wojska, andragogice. W swojej działalności naukowej skupia się obecnie na badaniu funkcjonowania współczesnych grup dyspozycyjnych.
Był wykładowcą na wielu polskich uczelniach. Autor szeregu książek i artykułów. Zasiada w radach naukowych i jest recenzentem w kilkunastu polskich czasopismach naukowych. Jest członkiem Towarzystwa Przyjaciół Zduńskiej Woli.

## Ważniejsze osiągnięcia naukowe
Dokonania z zakresu socjologii grup dyspozycyjnych stanowią najważniejszą multidyscyplinarną kanwę osiągnięć naukowych. Problematyka Grup dyspozycyjnych (ang.: dispositional groups) definiowany, jako termin socjologiczny określający rodzaj grupa społeczna tworzonych w sferze bezpieczeństwa publicznego. Sam termin dyspozycyjność wywodzi się od wieloznacznego łacińskiego wyrazu dispono, znaczącego m.in.: rozstawiać, porządkować, zastosować, a również „dysponować”. Wyróżnia się następującą typologię grup dyspozycyjnych: Grupy dyspozycyjne militarnego systemu społecznego, grupy dyspozycyjne paramilitarnego systemu społecznego oraz grupy dyspozycyjne cywilnego systemu społecznego. Różnią się one zakresem funkcji realizowanych w systemie bezpieczeństwa.

## Przykłady grup dyspozycyjnych
Przykładem mogą być siły zbrojne dowolnego państwa w ujęciu socjologii traktowane jako system społeczny, który powinien być dyspozycyjny w szerokim tego słowa znaczeniu, czyli zachowującym zdolność do wykonywania zadań wynikających z realizacji jego funkcji zewnętrznych, dotyczących zapewnienia integralności i suwerenności państwa w zakresie bezpieczeństwa. Natomiast istniejące w siłach zbrojnych wyspecjalizowane struktury, na przykład jednostki szybkiego reagowania, dyżurne eskadry obrony powietrznej kraju, służby specjalnego przeznaczenia i inne podobne służby, muszą przejawiać szczególną dyspozycyjność, czyli dyspozycyjność w wąskim tego słowa znaczeniu, określoną koniecznością szybkiego i skutecznego działania na niewielką skalę, oraz posiadać swoiste właściwości związane z ich specyfiką.

## Zakres dyspozycyjności
Grupy dyspozycyjne są takimi strukturami społecznymi, o których dyspozycyjności możemy mówić w wąskim znaczeniu ze względu na ich wyspecjalizowany i specyficzny charakter działań w stosunkowo ograniczonym zakresie. Powoduje to, że wielkość grup dyspozycyjnych jest zróżnicowana ze względu na ich zakres i rodzaj działania, a nawet zaistniałe rozmiaru akcji, w których biorą udział. Są to na ogół małe lub średniej wielkości grupy społeczne, w których istnieje możliwość utrzymywania bezpośrednich kontaktów pomiędzy ich członkami.
Ze względu na wielkość grup dyspozycyjnych i stawiane im zadania – które wymagają zespołowych i metodologicznie uporządkowanych działań lub nawet współdziałań z innymi grupami tego typu, podejmowanych niekiedy w ekstremalnych warunkach –dominują w nich więzi osobowe, a nie przedmiotowe. A im bardziej zgranym zespołem jest dana grupa dyspozycyjna, tym większa jej skuteczność w konkretnym działaniu. Sprawniejsze jest wówczas także kierowanie daną grupą.

## Socjologia grup dyspozycyjnych
Socjologia grup dyspozycyjnych (sociology of dispositional groups) jest dziedziną socjologii o zorganizowanych strukturach przygotowanych do szybkiego reagowania, które są tworzone w militarnych, paramilitarnych lub cywilnych systemach w celu wykonywania szczególnych funkcji związanych z zapobieganiem lub przezwyciężaniem rozmaitych niebezpieczeństw zagrażających rozmaitym społecznościom lub społeczeństwu i zasobom danego kraju. Rozwój tej nauki, jaką jest socjologia,następuje więc przez specjalizację wiedzy w obrębie wyodrębnianych dziedzin naukowych. Przykładem rozwoju socjologii jest Sociology of war Sociology of peace, war, and social conflict oraz Sociology of terrorism.

## Grupy dyspozycyjne. Analiza socjologiczna
Jest to oryginalna i unikatowa pozycja wydawnicza autorstwa [Jan Maciejewski], który dostrzegł potrzebę wyodrębnienia subdziedziny socjologii, jaką jest socjologia grup dyspozycyjnych. Przedstawiono w niej rodowód, jak i antropologiczny archetyp formacji systemu bezpieczeństwa państwa, które zmieniają się wraz z rozwojem społecznym i dokonującym się postępem cywilizacyjnym. Genezą tychże grup jest socjologia wojska, rozwijana przez takie osobistości świata nauki, jak: Ludwig Gumplowicz, Aleksander Hertz, Jerzy Wiatr, Janusz Michalczak, Samuel Andrew Stouffer.
Autor zauważył wówczas, że w tak złożonym system społeczny, jakim są Siły Zbrojne RP, można wyróżnić istnienie wielu subsystemów, m.in. zróżnicowanych ze względu na ich stopień dyspozycyjności, wynikający ze specyficznych funkcji, które są związane z rozmaitymi zadaniami spełnianymi przez Siły Zbrojne RP. Są to nie tylko permanentne zadania dotyczące konieczności zapewnienia bezpieczeństwa państwa, czyli jego suwerenności i integralności, ale także związane z rozmaitymi zadaniami doraźnymi, wynikającymi z określonych sytuacji zaistniałych w kraju lub poza jego granicami, które wymagają posiadania specjalnych jednostek organizacyjnych, zdolnych do szybkiego i skutecznego reagowania, czyli posiadania właśnie grup dyspozycyjnych.
Oczywiście tego rodzaju grupy nie mogą być tworzone ad hoc, lecz muszą być starannie wyselekcjonowane, szkolone i dowodzone. Autor słusznie także zauważył, że tego rodzaju grupy istnieją nie tylko w militarnych lub paramilitarnych systemach, ale również w cywilnych systemach utworzonych do działań w szczególnych sytuacjach i zagrożeniach.
Omawiana książka spełnia ważną funkcję poznawczą, wskazując na pewne, niedostrzegane dotąd dostatecznie wyraźnie w obrębie socjologia wojska struktury organizacyjne, tzn. grupy dyspozycyjne oraz na specyfikę ich funkcjonowania we wspomnianych wcześniej systemach społecznych i konieczność właściwego doboru do nich ludzi. Ma ona także praktyczne walory, ponieważ wskazuje na swoistość grup dyspozycyjnych i zwraca uwagę na to, co może służyć podniesieniu efektywności ich działań.

## Imprezy naukowo-resortowe
- 2000: Socjologiczne aspekty bezpieczeństwa narodowego (publikacja wydana w 2001)
- 2001: Nauczyciel andragog u progu XXI wieku (publikacja wydana w 2004)
- 2001: Oficerowie Wojska Polskiego w okresie przemian społecznej struktury i wojska (publikacja wydana w 2002)
- 2002: Zawód oficera Wojska Polskiego w toku transformacji (publikacja wydana w 2003)
- 2003: Nauczyciel andragog na początku XXI wieku (publikacja wydana w 2004)
- 2004: Bezpieczeństwo narodowe a grupy dyspozycyjne (publikacja wydana w 2005)
- 2005: Grupy dyspozycyjne społeczeństwa polskiego (publikacja wydana w 2006)
- 2005: Międzynarodowy zjazd European Association for Security w Zakopanem, prowadzenie sesji panelowej obejmującej problemy społeczne grup dyspozycyjnych w Polsce.
- 2006: Międzynarodowy zjazd European Association for Security we Wrocławiu, prowadzenie sesji panelowej obejmującej problemy społeczne kobiet w grupach dyspozycyjnych w Polsce.
- 2006: Kobiety w grupach dyspozycyjnych. Socjologiczna analiza roli kobiet w wojsku, policji, straży pożarnej, straży granicznej, służbie więziennej i służbie celnej (publikacja wydana w 2007)
- 2006: Andragogika w ujęciu interdyscyplinarnym
- 2007: Oficerowie grup dyspozycyjnych w kontekście bezpieczeństwa narodowego
- 2007: Nauczyciel andragog we współczesnym społeczeństwie
- 2007: Oficerowie grup dyspozycyjnych w aspekcie bezpieczeństwa narodowego (publikacja wydana w 2008)
- 2007: Zjazd Międzynarodowej Akademii Kształcenia im. J.A. Komeńskiego w Moskwie w Rosji, prowadzenie sesji głównej oraz panelowej obejmującej problemy socjologii grup dyspozycyjnych w Uniwersytecie im. Łomonosowa w Moskwie.
- 2008: Szeregowcy grup dyspozycyjnych w aspekcie bezpieczeństwa narodowego (publikacja wydana w 2009)
- 2009: Grupy dyspozycyjne w obliczu Wielkiej Zmiany. Kulturowe i społeczne aspekty grup dyspozycyjnych społeczeństwa w dobie procesów integracyjnych (publikacja wydana w 2010)
- 2009: Społeczne aspekty zawodu wojskowego (publikacja wydana w 2010)
- 2009: Tożsamość społeczna grup dyspozycyjnych (Zjazd Polskiego Towarzystwa Socjologicznego w Zielonej Górze, prowadzenie grupy tematycznej).
- 2010: Andragogika a grupy dyspozycyjne społeczeństwa
- 2010: Rekrutacja do grup dyspozycyjnych – socjologiczna analiza problemu (publikacja wydana w 2011)
- 2011: Stratyfikacja grup dyspozycyjnych. Azymuty badawcze
- 2012: Metodologiczne problemy badań nad grupami dyspozycyjnymi.
- 2013: Współdziałanie grup dyspozycyjnych w militarnym, paramilitarnym i cywilnym systemie bezpieczeństwa państwa
- 2014.05.7-8: Grupy dyspozycyjne wobec zagrożeń bezpieczeństwa państwa.
- 2015.05.7-8: Grupy dyspozycyjne w systemie współpracy transgranicznej na rzecz bezpieczeństwa (Dispositional groups in the cross-border cooperation system for security).
- 2016: Zadania jednostek administracyjnych samorządu terytorialnego z wykorzystaniem potencjału grup dyspozycyjnych w przezwyciężaniu zagrożeń bezpieczeństwa publicznego
- 2017: Współpraca samorządu terytorialnego oraz grup dyspozycyjnych w zapewnianiu bezpieczeństwa społeczności lokalnych (The cooperation of local government and dispositional groups ensure the safety of local communities)
- 2018: Partycypacja samorządu terytorialnego oraz grup dyspozycyjnych w kształtowaniu systemu bezpieczeństwa państwa (Participation of local government and dispositional groups in shaping the state security system). Publikacja: Globalne i lokalne perspektywy bezpieczeństwa, 2018
- 2019: Socjologia grup dyspozycyjnych. Pomiędzy teorią nauk społecznych a praktyką (Sociology of Dispositional Groups. Between theory of social sciences and practice)[7]
- 2020: Bezpieczeństwo przyszłości- przyszłość bezpieczeństwa. Wielowymiarowe perspektywy wyzwań dla grup dyspozycyjnych (Security of the future – the future of security. Multidementional perspectives of challenges for dispositional groups).

## Wybrane publikacje
- Maciejewski J. (1998) Samokształcenie w procesie nauczania, Warszawa: Bellona,
- Maciejewski J. (2001) Motywy wyboru Wyższej Szkoły Bankowej w opinii studentów, Wrocław: WSB,
- red. Maciejewski J. (2001),Socjologiczne aspekty bezpieczeństwa narodowego, Wrocław: Uniwersytet Wrocławski,
- Maciejewski J. (2002), Oficerowie Wojska Polskiego w okresie przemian społecznej struktury i wojska. Studium socjologiczne, Wrocław: Uniwersytet Wrocławski,
- red. Maciejewski J. (2002), Nauczyciel andragog u progu XXI wieku, Wrocław: Uniwersytet Wrocławski,
- Maciejewski J., Wolska-Zogata I. (2004), Zawód oficera Wojska Polskiego w toku transformacji,. Studium socjologiczne, Wrocław: Uniwersytet Wrocławski,
- red. Maciejewski J., Horyń W., (2004), Nauczyciel andragog na początku XXI wieku, Wrocław: Uniwersytet Wrocławski,
- red. Maciejewski J., Nowaczyk O., (2005), Bezpieczeństwo narodowe a grupy dyspozycyjne, Wrocław: Uniwersytet Wrocławski,
- red. Maciejewski J., (2006), Grupy dyspozycyjne społeczeństwa polskiego, Wrocław: Uniwersytet Wrocławski,
- red. Maciejewski J., Dojwa K. (2007), Kobiety w grupach dyspozycyjnych społeczeństwa. Socjologiczna analiza udziału i roli kobiet w wojsku, policji oraz w innych grupach dyspozycyjnych, Wrocław: Uniwersytet Wrocławski,
- red. Horyń W., Maciejewski J., (2007), Andragogika w ujęciu interdyscyplinarnym, Wrocław: Uniwersytet Wrocławski,
- red. Horyń W., Maciejewski J., (2007), Nauczyciel andragog w społeczeństwie wiedzy, Wrocław: Uniwersytet Wrocławski,
- Maciejewski J. Haduch T. Iwanek T. Pieczywo A. Wełyczko L. Dojwa K. (2008), Podoficerowie zawodowi Wojska Polskiego. Studium socjologiczne, Wrocław: Uniwersytet Wrocławski,
- red. Maciejewski J., Kołodziejczyk T., Kozerawski D.S., (2008), Oficerowie grup dyspozycyjnych. Socjologiczna analiza procesu bezpieczeństwa narodowego, Wrocław: Uniwersytet Wrocławski,
- red. Maciejewski J. Nowosielski W, (2009), Tożsamość społeczna grup dyspozycyjnych, Wrocław: Uniwersytet Wrocławski,
- red. Maciejewski J., Krasowska-Marut A., Rusak A., (2009), Szeregowcy w grupach dyspozycyjnych. Socjologiczna analiza zawodu i jego roli w społeczeństwie, Wrocław: Uniwersytet Wrocławski,
- red. Maciejewski J., Kloczkowski M., Dziedzic J., Baran-Wojtachnio M., Nowosielski W., (2010), Społeczne aspekty zawodu wojskowego, Toruń: Adam Marszałek,
- red. Maciejewski J., Bodziany M., Dojwa K., (2010), Grupy Dyspozycyjne w obliczu Wielkiej Zmiany. Kulturowe i społeczne aspekty funkcjonowania w świetle procesów integracyjnych, Wrocław: Uniwersytet Wrocławski,
- red.Maciejewski J.,Horyń W., (2010), Nauczyciel andragog we współczesnym społeczeństwie, Wrocław: Uniwersytet Wrocławski,
- red. Horyń W., Maciejewski J., (2010), Andragogika a grupy dyspozycyjne społeczeństwa, Wrocław: Uniwersytet Wrocławski,
- red. Maciejewski J., Liberacki M, (2011), Rekrutacja do grup dyspozycyjnych – socjologiczna analiza problemu, Wrocław: Uniwersytet Wrocławski,
- red. Horyń J., Maciejewski J., (2011), Społeczeństwo wielokulturowe wyzwaniem w pracy nauczyciela andragoga, Wrocław: Uniwersytet Wrocławski,
- Maciejewski J., Pieczywok A., Stochmal M., Wełyczko L., (2012) Kompetencje dla bezpieczeństwa w zawodzie oficera Wojska Polskiego. Studium socjologiczne, Wrocław: WSO WLąd,
- Maciejewski J., Dojwa K. (2012) Uczestnictwo kobiet w Siłach Zbrojnych, Straży Granicznej i Policji – analiza socjologiczna, Wrocław: Wyższa Szkoła Oficerska Wojsk Lądowych,
- Maciejewski J., (2012) Grupy dyspozycyjne. Analiza socjologiczna, Wrocław: Uniwersytet Wrocławski,
- red. Maciejewski J., Forysiak W., Kuźniar Z., Stasiaczyk B. (2012), Stratyfikacja w grupach dyspozycyjnych – socjologiczne azymuty badawcze.
- Maciejewski J. (2014), Grupy dyspozycyjne. Analiza socjologiczna, Wydanie drugie rozszerzone, Wrocław: Uniwersytet Wrocławski, [Acta Universitatis Wratislaviensis]